# Aure
Aure är den enda tätorten i Aure kommun i Møre og Romsdal fylke i Norge. Orten ligger vid fylkesväg 6186, nära fylkesväg 680, på östra sidan av Aursundet. Den utgör kommunens centralort.